# Karen Baburian
Karen Baburian (orm. Կարեն Բաբուրյան; ros. Карен Зармайрович Бабурян, Karen Zarmajrowicz Baburian; ur. 2 lipca 1954 w Stepanakercie, zm. 8 lipca 2011 w Araracie) – ormiański prawnik, urzędnik i polityk, tymczasowy prezydent Górskiego Karabachu od 14 czerwca 1993 do 29 grudnia 1994.
W 1971 ukończył szkołę średnią, w 1980 studia prawnicze. Od 1980 do 1991 pracował w administracji Nagorno-Karabachskiego Obwodu Autonomicznego, w tym w lokalnym Komitecie Wykonawczym. Od 1992 do 1993 przewodniczył komisji ds. prawnych w Radzie Najwyższej Górskiego Karabachu. Od 1993 był tymczasowym przewodniczącym parlamentu i z urzędu prezydentem nieuznawanej Republiki Górskiego Karabachu. Po rozdzieleniu funkcji spikera i prezydenta od 1995 do 1996 kierował parlamentem. Od maja do listopada 1997 roku był wiceministrem spraw zagranicznych. Następnie do 2001 kierował Departamentem Prawnym Kancelarii Prezydenta i Kancelarii Rady Najwyższej. Od 2001 był sekretarzem Rady Bezpieczeństwa Górskiego Karabachu, później od maja 2008 był specjalnym przedstawicielem prezydenta Górskiego Karabachu.
Zmarł w wyniku zawału serca w Araracie podczas podróży do Erywania. Był żonaty, miał córkę.